# Bucsum (Őraljaboldogfalva község)
Bucsum románul: Bucium-Orlea, falu Romániában, Erdélyben, Hunyad megyében.

## Fekvése
Váralja (Subcetate) mellett fekvő település.

## Története
Bucsum (Bucium-Orlea) korábban Váralja (Subcetate) része volt. 1956-ban vált külön településsé 282 lakossal.
1966-ban 314 lakosából 289 román, 25 cigány, 1977-ben 273 lakosából 267 román, 6 cigány, 1992-ben 211 lakosából 203 román és 8 cigány volt.
A 2002-es népszámláláskor 196 román lakosa volt.

## Források

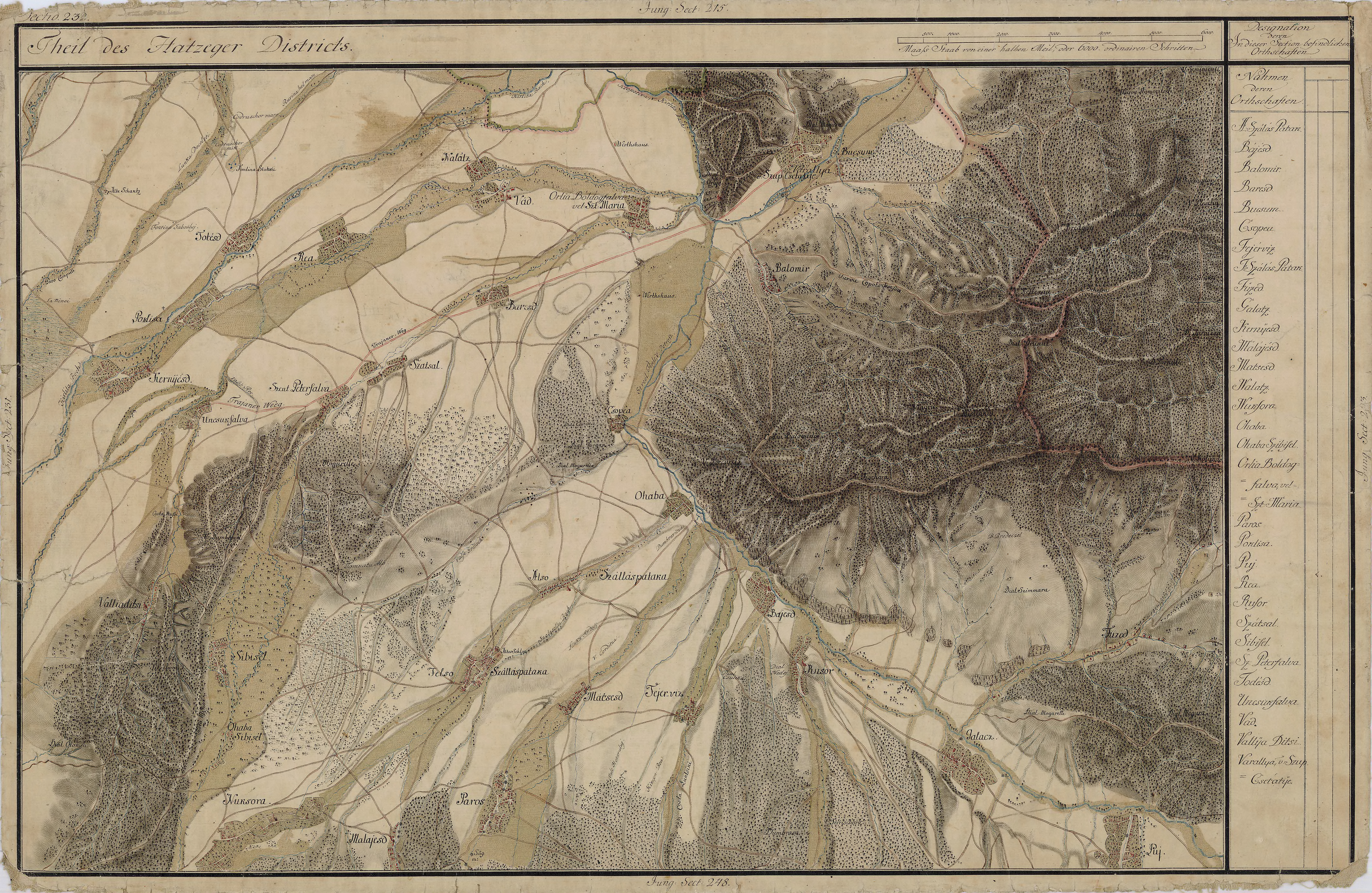